# آرشام یسایی
آرشام یسایی (به ارمنی Արշամ Եսայի - به انگلیسی Arsham Yasaei)، (زاده ۱۹۳۱، در اصفهان، ایران)، یک تنیس‌باز مرد ارمنی‌تبار اهل ایران بود.

## زندگی‌نامه
آرشام یسایی، در ۱۴ سالگی به منظور ادامه تحصیلاتش راهی هند شد و در مسابقات بین مدارس آن کشور شرکت می‌کرد. وی از سال ۱۹۶۰–۱۹۴۵ میلادی (۱۳۲۴–۱۳۳۹ خورشیدی) قهرمان ایران بود؛ وی با تیم ملی ایران در ۱۹۵۸ شرکت کرد و در سال‌های ۱۹۷۸–۱۹۶۱ (۱۳۴۰–۱۳۵۷) کاپیتان تیم ملی ایران بوده است؛ و همچنین سرپرستی تیم شرکت کننده در مسابقات آسیایی سال ۱۹۷۸ (۱۳۵۷) سئول شرکت نموده است.
آرشام یسایی از سال ۱۹۷۵ تا ۱۹۷۹ (۱۳۵۴ تا ۱۳۵۷) نیز مسئول نایب رئیس فدراسیون تنیس ایران را برعهده داشت.